# Vietnam's Next Top Model
Vietnam's Next Top Model es un reality show de Vietnam basado el en popular formato estadounidense America's Next Top Model en el que un número de mujeres compite por el título de Vietnam's Next Top Model y una oportunidad para iniciar su carrera en la industria del modelaje.

## Vietnam's Next Top Model: Ciclo 1 (2010-2011)
- 30 de septiembre de 2010 - 23 de enero de 2011

### Concursantes
| Concursantes          | Edad    | Información    |
| --------------------- | ------- | -------------- |
| Khiếu Thị Huyền Trang | 20 años | Ganadora       |
| Nguyễn Thị Tuyết Lan  | 20 años | 2.º Lugar      |
| Nguyễn Thu Thủy       | 19 años | 3.º Lugar      |
| Đỗ Thị Thanh Hoa      | 20 años | 11.ª Eliminada |
| Trần Thị Thu Hiền     | 21 años | 10.ª Eliminada |
| Đàm Thu Trang         | 21 años | 9.ª Eliminada  |
| Nguyễn Giáng Hương    | 20 años | 8.ª Eliminada  |
| Phạm Thị Hương        | 19 años | 7.ª Eliminada  |
| Hồ Mỹ Phương          | 21 años | 6.ª Eliminada  |
| Nguyễn Diệp Anh       | 21 años | 5.ª Eliminada  |
| Bùi Thị Hoàng Oanh    | 20 años | 4.ª Eliminada  |
| Nguyễn Thanh Hằng     | 18 años | 3.ª Eliminada  |
| Bùi Thị Thu Thùy      | 19 años | 2.ª Eliminada  |
| Lại Thị Thanh Hương   | 18 años | 1.ª Eliminada  |
| Trần Lê Hoài Thương   | 22 años | 1.ª Eliminada  |

## Vietnam's Next Top Model: Ciclo 2 (2011-2012)
- 25 de septiembre de 2011 - 8 de enero de 2012

### Concursantes
| Concursantes          | Edad    | Información    |
| --------------------- | ------- | -------------- |
| Hoàng Thị Thùy        | 19 años | Ganadora       |
| Nguyễn Thị Trà My     | 18 años | 2.º Lugar      |
| Lê Thị Thúy           | 21 años | 3.º Lugar      |
| Nguyễn Thị Thùy Trang | 22 años | 10.ª Eliminada |
| Nguyễn Thị Phương Anh | 23 años | 9.ª Eliminada  |
| Nguyễn Thị Tuyết      | 18 años | 8.ª Eliminada  |
| Trần Thanh Thủy       | 22 años | 7.ª Eliminada  |
| Lê Thị Phương         | 20 años | 7.ª Eliminada  |
| Nguyễn Thùy Dương     | 21 años | 6.ª Eliminada  |
| Nguyễn Thị Hoàng Oanh | 24 años | 5.ª Eliminada  |
| Phan Ngọc Phương Nghi | 19 años | 5.ª Eliminada  |
| Dương Thị Dung        | 23 años | 4.ª Eliminada  |
| Huỳnh Thị Kim Tuyền   | 21 años | 3.ª Eliminada  |
| Kikki Le              | 22 años | 2.ª Eliminada  |
| Lưu Khánh Linh        | 18 años | 1.ª Eliminada  |

## Vietnam's Next Top Model: Ciclo 3 (2012)
- 19 de agosto de 2012 - 25 de noviembre de 2012

### Concursantes
| Concursantes         | Edad    | Información   |
| -------------------- | ------- | ------------- |
| Mai Thị Giang        | 21 años | Ganadora      |
| Kha Mỹ Vân           | 23 años | 2.º Lugar     |
| Cao Thị Thiên Trang  | 19 años | 3.º Lugar     |
| Nguyễn Thị Nhã Trúc  | 23 años | Semifinalista |
| Dương Thị Thanh      | 22 años | Semifinalista |
| Nguyễn Thị Ngân      | 22 años | Semifinalista |
| Nguyễn Thị Ngọc Thuý | 21 años | Semifinalista |
| Vũ Thị Minh Nguyệt   | 18 años | 7.ª Eliminada |
| Đỗ Thu Hà            | 20 años | 6.ª Eliminada |
| Lê Thanh Thảo        | 19 años | 5.ª Eliminada |
| Cao Thị Hà           | 20 años | 4.ª Eliminada |
| Lê Thị Hằng          | 19 años | 4.ª Eliminada |
| Lương Thị Kim Loan   | 23 años | 3.ª Eliminada |
| Nguyễn Thị Hằng      | 21 años | 2.ª Eliminada |
| Nguyễn Thị Châm      | 20 años | 1.ª Eliminada |

## Vietnam's Next Top Model: Ciclo 4 (2013)
- 2013 - ¿?